# Luftfahrtamt der Bundeswehr
Das Luftfahrtamt der Bundeswehr (LufABw) ist eine nationale militärische Luftfahrtbehörde mit Hauptsitz in Köln-Wahn, die dem Inspekteur der Luftwaffe unterstellt ist. Als nationale militärische Luftfahrtbehörde für den Bereich der Bundeswehr nimmt es alle Aufgaben der Luftfahrtverwaltung wahr und hat somit ein ähnliches Aufgabenspektrum wie die Europäische Agentur für Flugsicherheit oder das Luftfahrt-Bundesamt für die zivile Luftfahrt.

## Geschichte
Bis zur Aufstellung des Luftfahrtamtes der Bundeswehr waren die Aufgaben der nationalen militärischen Luftfahrtverwaltung in Deutschland auf mehrere Dienststellen der Bundeswehr verteilt. So wurden z. B.
- die Musterprüfung und Zulassung unter der Zuständigkeit des Leiters des Musterprüfwesens für Luftfahrtgerät der Bundeswehr bei der Wehrtechnischen Dienststelle 61 durchgeführt,
- die Verkehrszulassungen für Luftfahrzeuge mit taktischen Kennzeichen der Bundeswehr unter Verantwortung des Leitenden Ingenieurs der Luftwaffe (zuletzt beim Kommando Unterstützungsverbände Luftwaffe angesiedelt) erteilt,
- die Anerkennung nationaler und internationaler Luftfahrtbetriebe durch das Referat Q2.3 des Bundesamtes für Ausrüstung, Informationstechnik und Nutzung der Bundeswehr und
- die Aufgabe Flugsicherheit in der Bundeswehr durch die Abteilung  Flugsicherheit in der Bundeswehr des Luftwaffenamtes wahrgenommen.
- Darüber hinaus waren die Abteilung Flugbetrieb des Luftwaffenamtes für die Lizenzierung von militärischem fliegendem Personal
- und die Dienststelle Generalarzt der Luftwaffe für flugmedizinische und fliegerärztliche Regelungen zuständig.

Aufgrund notwendiger Standardisierung im Hinblick auf Zulassungsverfahren im militärischen Luftfahrtbereich in Europa wurde durch die Europäische Verteidigungsagentur und in Absprache der europäischen Verteidigungsminister die Einrichtung nationaler militärischer Luftfahrtbehörden empfohlen. Das Ziel der Einrichtung des Luftfahrtamtes der Bundeswehr wurde schließlich auch im Koalitionsvertrag der 18. Wahlperiode des Bundestages festgeschrieben.
Am 1. April 2014 nahm ein Aufstellungsstab von 54 Personen seinen Dienst in der Luftwaffenkaserne Wahn auf, zum 1. Oktober desselben Jahres erfolgte die Arbeitsaufnahme. Die volle Einsatzfähigkeit erreichte das neue Amt am 1. Januar 2015. Die offizielle Indienststellung erfolgte am 7. Januar 2015 durch Bundesverteidigungsministerin Ursula von der Leyen (CDU): „Die Bundeswehr zeigt hier mit einem starken Signal: Wir stellen uns auf Veränderungen in Technik und Politik ein“, sagte sie bei der offiziellen Indienststellung des Amtes. Das Amt solle ein Exzellenzzentrum werden. Übergeordnetes Ziel sei es, „dass die Bundeswehr Luftfahrzeuge zur Verfügung hat, die sicher fliegen können und dürfen“.
Bei seiner Aufstellung war das Amt dem Bundesministerium der Verteidigung und dort dem Generalinspekteur der Bundeswehr unmittelbar unterstellt. Am 4. April 2024 gab das Bundesministerium der Verteidigung bekannt, dass das Luftfahrtamt dem Kommando Luftwaffe unterstellt werden soll. Dieser Wechsel in der Unterstellung wurde zum 1. Oktober 2024 umgesetzt.

## Aufgaben
Das Luftfahrtamt der Bundeswehr hat folgende Aufgaben:
- Prüf- und Zulassungswesen für Luftfahrzeuge und Luftfahrtgerät und Zusatzausrüstung der Bundeswehr
- Regulieren und Standardisieren des militärischen Flugbetriebs in Deutschland
- Anerkennung von nationalen und internationalen Luftfahrtbetrieben und -organisationen und Lizenzierung von Personal.
- Gewährleisten die Flugsicherheit in der Bundeswehr mit dem Ziel der Verhütung von Zwischenfällen und Unfällen mit Luftfahrzeugen
- Schaffen von Grundlagen und Vorschriften für die Sicherheit im militärischen Luftverkehr und Weiterentwicklung
- Festlegen flugmedizinischer Tauglichkeitskriterien für Luftfahrtpersonal und Qualifizieren/Lizenzierung von Fliegerärzten und fliegerärztlichen Untersuchungsstellen.

## Organisation
Das Amt gliedert sich in die vier Abteilungen, sechs Unterabteilungen und 28 Referate:
| Abteilung | Name                                        |
| --------- | ------------------------------------------- |
| 1         | Strategie, Grundsatz, Vorgaben, Querschnitt |
| 2         | Zulassung                                   |
| 3         | Betrieb                                     |
| 4         | Anerkennung / Lizenzierung                  |

Zum LufABw gehört seit 2025 auch die Continuing Airworthiness Management Organization der Bundeswehr (CAMOBw).
Neben diesen Abteilungen, der Stabsgruppe, einem Dezernat für zentrale Aufgaben sind dem Amtschef noch unmittelbar unterstellt:
- der General Flugsicherheit in der Bundeswehr und
- der Generalarzt Flugmedizin der Bundeswehr.

Auf diese Weise soll die Unabhängigkeit dieser beiden Dienststellen z. B. bei der Flugunfalluntersuchung gewährleistet werden.
Eine weitere Besonderheit stellt das Verbindungsbüro Militärische Flugsicherung (VBB) im Bundesaufsichtsamt für Flugsicherung (BAF) dar, das von beiden Behörden gemeinsam im Dienstgebäude des BAF betrieben wird.

## Amtschefs
| Nr. | Name                         | Dienstantritt      | Dienstende         |
| --- | ---------------------------- | ------------------ | ------------------ |
| 4   | Generalmajor Jan Kuebart     | 29. März 2021      |                    |
| 3   | Generalmajor Günter Katz     | 1. Juli 2018       | 29. März 2021      |
| 2   | Generalmajor Christian Badia | 21. September 2017 | 1. Juli 2018       |
| 1   | Generalmajor Ansgar Rieks    | 7. Januar 2015     | 21. September 2017 |